# K-19: The Widowmaker
K-19: The Widowmaker é um filme canado-britano-teuto-estadunidense de 2002, dos gêneros drama, suspense e guerra, dirigido por Kathryn Bigelow.

## Sinopse
Inspirado em fatos reais, em 1961 a União Soviética lança o seu primeiro submarino nuclear com mísseis balísticos, o submarino K-19, apelidado de fazedor de viúvas, devido as mortes ocorridas durante sua construção apressada.
Sob o comando de Vostrikov e seu imediato Polenin, tem a missão de testar o submarino. Após o lançamento com sucesso do primeiro míssil teste, recebem a missão de se posicionar entre Nova Iorque e Washington, D.C..
No trajeto surge um problema no reator nuclear da embarcação, que é resfriado com água do lastro. As falhas graves de construção se revelam como a falta de roupa de proteção para radiação, defeito no rádio, assim como a contestação da autoridade de Vostrikov por Polinin. Mesmo evitando a explosão termonuclear, os membros da tribulação são julgados pelas autoridades soviéticas porém absolvidos. Os homens que consertaram o reator morreram por envenenamento radioativo logo depois e vários outros nos anos seguintes, totalizando 28.

## Elenco
- Harrison Ford.... Comandante Alexei Vostrikov
- Liam Neeson .... Capitão imediato Mikhail Polenin
- Peter Sarsgaard .... Tenente Vadim Radtchinko
- Joss Ackland ....  Marechal Zalentsov
- John Shrapnel ....  Almirante Bratieev
- Donald Sumpter .... Capitão Gennadi Savran
- Tim Woodward ....  Vice-almirante Konstantin Partonov
- Steve Nicolson ....  Capitão Iuri Demichev
- Ravil Isyanov  ....  Capitão Igor Suslov
- Christian Camargo ....  Pavel Loktev
- George Anton ....  Konstantin Poliansky
- Sam Spruell .... Dimitri Nevsky
- Peter Stebbins ....  Kuryshev
- Roman Podora ....  Lapinsh
- Sam Redford ....  Vasily Mishin

## Recepção da crítica
K-19: The Widowmaker tem recepção favorável por parte da crítica especializada. Com o tomatometer de 60% em base de 168 críticas, o Rotten Tomatoes chegou ao consenso: "Um drama emocionante, mesmo que os cineastas tenham tomado liberdades com os fatos". Por parte da audiência do site tem 53% de aprovação.